# Ting (album)
Ting is een muziekalbum van de Nederlandse band Nits.
Na een uitgebreide tournee in 1990 en 1991 werd er besloten om een nieuw album op te nemen. Het album zou een zeer minimalistische aanpak krijgen. Dit was geïnspireerd door een optreden bij het radioprogramma Leidsekade Live, waarbij de band slechts met een keyboard en snaredrum als begeleiding optrad.
Er werd gekozen om de nummers met voornamelijk piano en percussiebegeleiding op te nemen. Hofstede liet zijn gitaar staan, Stips zijn uitgebreide bibliotheek aan geluiden en samples en Kloet nam niet plaats achter zijn drumstel, maar speelde orkestrale percussie instrumenten.
Voor de meeste nummers werden er gastmuzikanten uitgenodigd (voornamelijk bas en cello) en op enkele nummers werd er gebruikgemaakt van ‘Klangsteine’ (muzikale stenen), kunstwerken van de  Zwitserse beeldhouwer Arthur Schneiter. Op deze stenen kon met mallets gespeeld worden wat de titel van het album verklaart, maar ook kon er met de hand over gewreven worden om zo een zoemend geluid te creëren. Op het album bespeelt de hele band de stenen, samen met Schneiter en bevriende Zwitserse percussionist Fritz Hauser.
De muziek is vaak rustig en melancholisch, maar bevat ook enkele sterke pop nummers, waaronder het vrolijke Soap Bubble Box, waarvan de tekst geïnspireerd werd door de kunstenaar Joseph Cornell en de Nits-klassieker Cars And Cars. De teksten zijn vaak introvert en/of abstract, zelfs poëtisch en veel minder direct te doorgronden dan op eerdere albums.
Tegelijkertijd met Ting werd er gewerkt aan de orkestrale compositie Hjuvi – A Rhapsody In Time, waarmee het twee nummers deelt. Verder verschenen er op de drie singles bijna tien nummers uit dezelfde sessies, wat aantoont hoe productief de albumsessies waren.
De band ging uitgebreid op tournee om het album te promoten. Er werd een uitgebreide hoeveelheid percussieinstrumenten meegenomen en de band werd uitgebreid met Peter Meuris op percussie en viool en Martin Bakker op bas. Beiden zouden tot en met 1996 bij de band blijven.

## Musici
- Henk Hofstede – zang
- Rob Kloet – percussie
- Robert Jan Stips – piano, zang

Gastmuzikanten:
- Martin Bakker – basgitaar
- Dieuwke Kleijn - cello

## Composities
Alle nummers: Hofstede, Stips, Kloet.
1. Cars And Cars (3:25);
2. Ting (3:34);
3. Soap Bubble Box (3:24);
4. Fire in my Head (3:57);
5. House on the Hill (3:39);
6. Christine's World (3:19);
7. Bus (1:34);
8. River (3:30);
9. Tree is Falling (4:27);
10. White Night (2:55);
11. All or Nothing (1:50);
12. Night Fall (3:18);
13. I Try (3:08);
14. Yellow Boat (3:29);
15. Saint Louis Avenue (3:56) ;

De hoes is een glazen kunstwerk waarin het woord NITS is verwerkt.
Singles
1. Soap Bubble Box / Tear Falls (non-album track) / Bird In The Back (non-album track) / Table Town (non-album track)
2. Cars And Cars / Cars And Cars (Hjuvi versie) / Room #3 (band versie) / Moved By Her (band versie)
3. Ting / Mrs. Sandman (non-album track) / Time Machine (non-album track) / Maria & The Iceman (non-album track)
4. Mrs. Sandman (non-album track) / Room #3 (saxofoon versie) / Sable (non-album track) Deze single werd als promo in Frankrijk uitgebracht.

Soap Bubble Box stond 3 weken in de onderste regionen van de top 40 (hoogste positie: 37). De andere singles haalden de hitlijsten niet.

### Hitlijsten
| Album met eventuele hitnotering(en) in de Nederlandse Album Top 100 | Datum van verschijnen | Datum van binnenkomst | Hoogste positie | Aantal weken | Opmerkingen |
| ------------------------------------------------------------------- | --------------------- | --------------------- | --------------- | ------------ | ----------- |
| Mega Album Top 100                                                  | September 1992        | 03-10-1992            | 14              | 12           |             |